# Calamagrostis ecuadoriensis
Calamagrostis ecuadoriensis är en gräsart som beskrevs av Simon Laegaard. Calamagrostis ecuadoriensis ingår i släktet rör, och familjen gräs. IUCN kategoriserar arten globalt som livskraftig.
Artens utbredningsområde är Ecuador. Inga underarter finns listade i Catalogue of Life.